# Aboccaperta
Aboccaperta, titolo completo Aboccaperta: gli italiani che hanno qualcosa da dire, è stato un programma televisivo italiano di genere talk show, in onda su Rai 2 dal 1983 al 1989 con la conduzione di Gianfranco Funari.
Il programma è stato ideato sulla falsariga di Torti in faccia, che lo stesso Funari aveva condotto su TMC dal 1980 al 1981, e di A boccaperta, che prese il posto della trasmissione appena citata, sulla stessa rete, fino al 1983.

## Descrizione del programma
Il programma prevedeva la partecipazione attiva del pubblico in studio: persone comuni erano invitate a esprimere opinioni su temi di attualità, sociali e culturali. Questo coinvolgimento diretto del pubblico lo ha reso un precursore dei moderni talk show italiani.

## Conduzione
Gianfranco Funari, conduttore e autore del programma, utilizzava uno stile diretto, ironico e talvolta provocatorio. La sua figura divenne emblematica della televisione italiana degli anni '80, anche grazie a Aboccaperta, che contribuì a rafforzare il suo profilo di "tribuno del popolo".

## Temi trattati
Ogni puntata ruotava attorno a un tema specifico, scelto tra argomenti legati alla vita quotidiana, alla società e alla cultura italiana. Tra i più discussi:
- Le disuguaglianze nel sistema pensionistico
- Le relazioni con partner più giovani
- La crisi della coppia
- Il ruolo delle suocere
- Il lavoro e i pregiudizi territoriali (come il luogo comune sul lavoro a Roma)
- I rapporti tra genitori e figli
- L’oroscopo e le superstizioni
- Le manifestazioni pubbliche di affetto
- Il valore del risparmio
- La durata ideale del fidanzamento
- L’amore libero e l’amore tradizionale
- La fedeltà e il benessere economico
- Il linguaggio scurrile in pubblico
- Le differenze tra uomini e donne nel pettegolezzo
- L’educazione dei figli
- Il dilemma tra carriera e amore

## Eredità e influenza
Aboccaperta è considerato uno dei primi esempi di talk show interattivi in Italia, nonché un precursore del formato "talk-rissa". La trasmissione aprì la strada a programmi in cui il pubblico non è solo spettatore, ma attore attivo del dibattito. L’impronta lasciata da Funari ha influenzato conduttori e format futuri, tra cui quelli di Michele Santoro e altri programmi dell’informazione d'opinione.